# گورستان سحون ۳
قبرستان سحون ۳ مربوط به دوره اشکانیان است و در شهرستان خاش، بخش مرکزی، دهستان سنگان، ۵/۵ کیلومتری شرق روستای دولت‌آباد واقع شده و این اثر در تاریخ ۱۲ دی ۱۳۸۶ با شمارهٔ ثبت ۲۰۳۴۸ به‌عنوان یکی از آثار ملی ایران به ثبت رسیده است.